# Алоїз Ландес
Алоїз Ландес (пол. Alois (Alojzy) Landes, лат. Aloisius Landes; 11 лютого 1767, Аугсбург, Баварія — 25 січня 1844, Рим) — діяч католицької церкви і Ордену єзуїтів, педагог, автор філософських праць.

## Життєпис
Вступив у Товариство Ісуса 30 серпня 1787 року в Полоцьку. Регент конвікту в Мстиславі (1791–1794 та 1799–1800) та у Вітебськуу (1794–1795 та 1798–1799). У період з 1795 по 1797 рр. — префект єзуїтських шкіл у Дюнабурзі. З 1801 до 1803 року — професор філософії і математики в Полоцькому єзуїтському колегіумі. У 1803–1809 роках очолював єзуїтську місію в Саратові. З 1 серпня 1809 року по 1 серпня 1814 року обіймав посаду провінціяла Білоруської провінції Товариства Ісуса. З 1 серпня 1814 р. по 1 серпня 1817 року — ректор Полоцької єзуїтської академії. У 1817–1820 роках — інструктор третьої пробації у Вітебську.
Після заборони Товариства Ісуса в Російській імперії (1820) разом з іншими вітебськими єзуїтами 10 травня 1820 року переїхав до Львова (Австрійська імперія). 24 травня 1820 року поїхав до Відня, де провів переговори з імператором з метою отримання дозволу на повернення єзуїтів до Австрійської держави. Магістр новиціату (1822–1828) та ректор колегіуму (1823–1828) у Старій Весі, а потім ректор Тернопільського єзуїтського колегіуму (1828–1829).
У 1820 році брав участь у XX Генеральній конгрегації і виборах генерала ордену єзуїтів. У 1829 році — учасник XXI Генеральної конгрегації, де його обрали помічником генерала Товариства Ісуса Яна Ротана (випускника Полоцької єзуїтської академії) у Німеччині, а потім призначили ректором Німецького колегіуму (Collegium Germanicum) у Римі.
Останні роки свого життя провів у Вічному місті, де і помер 25 січня 1844 року.